# علی بن ابی‌طالب در فرهنگ اسلامی
علی در فرهنگ اسلامی از جایگاه بسیار مهمی برخوردار است. بجز پیغمبر اسلام، هیچ‌کس در تاریخ اسلام وجود ندارد که به‌اندازهٔ علی دربارهٔ او به زبان‌های اسلامی نوشته شده‌باشد. علی در میان مسلمانان بسیار مورد احترام و تکریم است. تقریباً تمام فرقه‌های صوفی منشأ خود را از طریق علی به محمد می‌رسانند.

## جوانمردی
روایت‌های سنتی از قدرت، شجاعت، و اشتیاق علی به عدالت، او را در سراسر جهان اسلام به مظهر جوانمردی مبدل کرده‌است.

## اهمیت در تشیع
می‌توان قویاً بر اهمیت علی بن ابی‌طالب در تمام جنبه‌های زندگی دینی و فکری تشیع تأکید کرد.
در اذان در کشورهای شیعه و مساجد شیعه‌ی کشورهای سنی که این عمل مخالفت عمده‌ای به‌همراه ندارد، نام علی را پس از محمد در عبارت «علی ولی الله» می‌آورند. ارادت به علی، نه تنها به عنوان وارث پیامبر، بلکه به عنوان اولین امام و جد همه امامان بعدی، جایگاهی محوری در آگاهی مذهبی شیعه دارد.

### عزاداری
در تقویم مذهبی شیعیان، به‌طور سالانه از نوزدهم تا بیست و یکم ماه رمضان (که سه روز پایانی زندگی علی بن ابی‌طالب است) را به دعا و نیایش بسیار می‌گذرانند. بسیاری از شیعیان شب‌های این دوره را که شب‌های احیا نامیده می‌شوند، در مساجد می‌گذرانند و دعاهای خاصی را قرائت می‌کنند که بسیاری از آنها منسوب به علی هستند.

#### نمونهٔ حدیث
از امام اول شیعیان علی به کمیل بن زیاد نقل گشته‌است که:
«اخوک دینک فاحتط لدینک بما شئت.» دین تو برادر توست، درباره دینت احتیاط کن.
از پیامبر اسلام پسرعموی علی نیز در حدیثی نقل گشته‌است که:
«ما استَفادَ امرؤٌ مسلمٌ فائدةً بعدَ فائدةِ الإسلام مثلَ أخٍ يَستَفيدُهُ في اللّه ِ.»
انسان مسلمان، بعد از به دست آوردن سود اسلام، سودى همچون برادرى كه براى خدا به دست مى آورد، كسب نكرده است.

## در ادبیات
بجز پیغمبر اسلام، هیچ‌کس در تاریخ اسلام وجود ندارد که به‌اندازهٔ علی دربارهٔ او به زبان‌های اسلامی نوشته شده باشد. آثار زیادی در ادبیات شیعی به نظم و نثر به زبان‌های عربی، فارسی، ترکی، اردو، گجراتی و بسیاری از زبان‌های دیگر موجود است.